# Cleora anacantha
Cleora anacantha är en fjärilsart som beskrevs av Fletcher 1967. Cleora anacantha ingår i släktet Cleora och familjen mätare. Inga underarter finns listade i Catalogue of Life.